# Anna Toumazoff
Anna Toumazoff est une journaliste, productrice et présentatrice radio, activiste féministe et influenceuse française. Elle s'est fait connaître en lançant #UberCestOver, #SciencesPorcs et #DoublePeine, des hashtags de dénonciation autour des violences sexuelles, puis en présentant sa propre émission radio, Tunnel, autour des questions culturelles et artistiques.

## Biographie

### Jeunesse et formation
Anna Toumazoff naît à Arès en Gironde en mars 1995.
Licenciée en droit, elle est diplômée de l'Institut d'études politiques de Toulouse, où elle obtient son master 2 en 2018.
À l'IEP de Toulouse, elle co-crée l'association féministe Les Sans Culottes,, avant d'effectuer un stage au Lobby européen des femmes.

### Parcours sur les réseaux sociaux
Elle crée en 2019 deux comptes Instagram de vulgarisation de sujets féministes intitulés memespourcoolkidsfeministes et cequeveulentlesfemmes. En février 2021, elle cumule 174 000 abonnés.

### Présence médiatique
Entre 2019 et 2023, elle intervient régulièrement sur les plateaux de télévision en France et en Belgique, pour des questions relatives aux droits des femmes.
Elle rejoint Radio France en septembre 2023, à la production et la présentation d'une émission hebdomadaire sur Mouv', Tunnel. Elle y est entourée de 4 invités principalement issus des milieux artistiques.
Elle devient en septembre 2024 chroniqueuse pour le magazine Politis,.

### Reconnaissance
Vanity Fair classe Anna Toumazoff en 2022 dans les « 30 under 30 », les 30 personnalités de moins de 30 ans à suivre.

## Activisme
Depuis 2019, Anna Toumazoff a participé à plusieurs campagnes de mobilisation.
- En novembre 2019, elle lance le hashtag #UberCestOver après avoir été contactée par une victime d'agression sexuelle déçue de l'inaction d'Uber à la suite de son signalement[13],[14]. Le hashtag est utilisé pour témoigner des agressions sexuelles et viols commis par des chauffeurs VTC[9]. Elle crée par la suite un site Internet[13]. À la suite de la vague de témoignages, l'entreprise Uber réagit et promet de mettre en place des mesures de protection pour les victimes et de sanctionner les accusés[9],[15].
- Le 7 février 2021[9], elle lance le hashtag #SciencesPorcs (faisant référence à #balancetonporc, lancé en octobre 2017[16]) en partageant sur les réseaux sociaux le témoignage d'une amie de Sciences Po Toulouse qui annonce avoir déposé plainte pour des viols subis lors de son intégration dans l'établissement[17],[18]. Selon le directeur, Olivier Brossard, les faits se seraient produits à la rentrée 2018 ; il indique en avoir été alerté en novembre 2020 et avoir contacté le procureur de la République[17].

À la suite de la diffusion du témoignage, Anna Toumazoff indique avoir reçu des centaines de témoignages d'autres agressions, sur Twitter et Instagram, concernant tous les instituts d'études politiques de France,,. Dans certains cas, les victimes disent avoir alerté la direction de leur établissement, qui n'aurait pas réagi. Des responsables politiques apportent leur soutien aux victimes et des enquêtes préliminaires sont rapidement ouvertes. Déjà acculé par des mobilisations d'associations féministes étudiantes, le directeur de Sciences Po Paris Frédéric Mion démissionne.
En juillet 2021, l’Inspection générale de l'Éducation, du Sport et de la Recherche publie une mission relative à la lutte contre les violences sexistes et sexuelles dans les instituts d’études politiques, après plusieurs mois d'enquête et d'auditions. La mission rapporte 89 faits de violences sexistes et sexuelles connus des institutions, entre janvier 2019 et juin 2021, dont 69 relèvent du code pénal. Cependant, seuls 38 ont fait l'objet d'un signalement au procureur et seules 14 procédures disciplinaires ont été engagées.
La mission relève des dérives au cours de certains « événements » organisés, et des pratiques de bizutage. L'inspection invite à professionnaliser le travail de veille et de recueil de la parole des victimes.
- En septembre 2021, elle utilise le hashtag #DoublePeine pour relayer le mauvais accueil reçu par une victime de viol au commissariat de Montpellier[23],[24],[25]. L'enquêtrice lui aurait notamment demandé si elle avait joui et commenté que « si [elle avait] bu, [elle n'avait] pas pu dire non donc il n’y a pas de problème de consentement[26]. » À la suite du grand nombre de témoignages partagés par d'autres victimes sur leur mauvaise expérience de la prise en charge par les forces de l'ordre, le collectif #DoublePeine ainsi qu'un site Internet sont créés, avec la journaliste Constance Vilanova, le collectif NousToutes et d'autres activistes[23].

Le site récolte des témoignages de situations vécues dans des commissariats de La Rochelle, Bordeaux, Tours ou encore Paris, et fait écho à une enquête réalisée par Nous Toutes en mars 2021 dans laquelle 66 % des personnes répondantes indiquent une mauvaise prise en charge par les forces de l'ordre lors d'un dépôt de plainte pour des violences sexuelles. La préfecture de l'Hérault réagit à la polémique en dénonçant des propos diffamatoires ; le syndicat Alliance dénonce la stigmatisation de la police et indique que sa priorité est « la défense des collègues »,. Cette séquence est l'occasion d'un débat télévisé entre l'activiste et Gérald Darmanin, alors ministre de l'Intérieur, sur le plateau de l'émission Face à Baba[source insuffisante].

## Publication
- 2022 : Ta vie sans filtre : d'alcool à voyage, 100 mots pour tout comprendre, éditions Mango[28] — un dictionnaire à destination des adolescents.